# Luzonichthys taeniatus
Luzonichthys taeniatus is een straalvinnige vissensoort uit de familie van de zaag- of zeebaarzen (Serranidae). De wetenschappelijke naam van de soort werd voor het eerst geldig gepubliceerd in 1992 door John Ernest Randall en John McCosker.